# Louis Abell
Louis Grenville "Lou" Abell (Elizabeth, Nova Jersey, 21 de juliol de 1884 – Elizabeth, 25 d'octubre de 1962) va ser un remer estatunidenc que va competir a cavall del segle xix i el segle xx.
El 1900 va prendre part en els Jocs Olímpics de París, on guanyà una medalla d'or en la prova de vuit amb timoner com a timoner de l'equip Vesper Boat Club. Quatre anys més tard, als Jocs Olímpics de Saint Louis, repetí medalla en la mateixa prova.